# بو درک
بو درک (انگلیسی: Bo Derek؛ زاده ۲۰ نوامبر ۱۹۵۶) تهیه‌کننده، هنرپیشه و مانکن اهل ایالات متحده آمریکا است. وی از سال ۱۹۷۷ میلادی تاکنون مشغول فعالیت بوده‌است.
از فیلم‌هایی که وی در آن نقش داشته است، می‌توان به تامی کوچولو، ارکا، بوم، تغيير فصل، تحت‌تعقیب‌ترین‌های مالیبو و تارزان مرد گوریلی اشاره کرد.